# Детройт-Біч (Мічиган)
Детройт-Біч (англ. Detroit Beach) — переписна місцевість (CDP) в США, в окрузі Монро штату Мічиган. Населення — 1957 осіб (2020).

## Географія
Детройт-Біч розташований за координатами 41°55′52″ пн. ш. 83°19′42″ зх. д. / 41.93111° пн. ш. 83.32833° зх. д. (41.931078, -83.328277).  За даними Бюро перепису населення США в 2010 році переписна місцевість мала площу 1,71 км², з яких 1,61 км² — суходіл та 0,10 км² — водойми.

## Демографія
Згідно з переписом 2010 року, у переписній місцевості мешкало 2087 осіб у 765 домогосподарствах у складі 563 родин. Густота населення становила 1220 осіб/км².  Було 853 помешкання (499/км²).
Расовий склад населення:
| - 95,9 % — білих - 0,4 % — чорних або афроамериканців - 0,2 % — корінних американців |

До двох чи більше рас належало 2,8 %. Частка іспаномовних становила 2,9 % від усіх жителів.
За віковим діапазоном населення розподілялося таким чином: 23,6 % — особи молодші 18 років, 66,1 % — особи у віці 18—64 років, 10,3 % — особи у віці 65 років та старші. Медіана віку мешканця становила 37,9 року. На 100 осіб жіночої статі у переписній місцевості припадало 104,0 чоловіків;  на 100 жінок у віці від 18 років та старших — 101,9 чоловіків також старших 18 років.
Середній дохід на одне домашнє господарство  становив 58 176 доларів США (медіана — 51 719), а середній дохід на одну сім'ю — 69 097 доларів (медіана — 70 625). Медіана доходів становила 52 143 долари для чоловіків та 36 154 долари для жінок. За межею бідності перебувало 9,6 % осіб, у тому числі 10,2 % дітей у віці до 18 років та 2,4 % осіб у віці 65 років та старших.
Цивільне працевлаштоване населення становило 869 осіб. Основні галузі зайнятості: освіта, охорона здоров'я та соціальна допомога — 24,6 %, виробництво — 20,5 %, транспорт — 14,8 %, науковці, спеціалісти, менеджери — 9,9 %.